# Partit de l'Harmonia Nacional
El Partit de l'Harmonia Nacional (en letó: Tautas Saskaņas partija, TSP; en rus: Партия народного согласия) fou un partit polític socialdemòcrata de Letònia fundat el 1994. El partit donava suport a una major flexibilitat de la llei de nacionalitat letona i l'expansió de l'educació en llengües minoritàries, especialment en rus.

## Història
Les arrels del partit es troben en l'ala moderada del Front Popular de Letònia, el moviment d'independència letó de finals del decenni de 1980 i principis de 1990. El seu líder, Jānis Jurkāns, fou el primer ministre d'afers exteriors de l'acabada d'independitzar Letònia, però el 1992 va dimitir a causa de la seva postura sobre les relacions amb Rússia.
Juntament amb altres activistes, Jurkāns fundà l'aliança Saskaņa Latvijai - Atdzimšana Tautsaimniecībai, que va obtenir 13 escons a les eleccions legislatives letones de 1993. L'aliança es va trencar el 1994, i la seva facció esdevingué l'actual partit. Jānis Jurkāns fou el líder fins que dimití el 2005.
Des de la seva fundació, el partit va tenir força popularitat entre els votants ètnicament russos per les seves opinions moderades sobre les qüestions de la ciutadania i la llengua estatal. A diferència d'altres partits vinculats als ètnics russos, també hi havia una quantitat considerable dels letons tractava de salvar la bretxa existent entre les dues comunitats. Va aconseguir 6 escons a les eleccions legislatives letones de 1995. A les eleccions de 1998 es va aliar amb dos partits predominantment russos, el Partit Socialista Letó i Igualtat de Drets (Līdztiesība), que mantenien posicions prorusses més radicals, que provocaria afectar la reputació moderada del partit entre els letons ètnics.
Els tres partits fundaren l'aliança Pels Drets Humans en una Letònia Unida (Par cilvēka tiesībām vienotā Latvijā), que a les eleccions legislatives letones de 2002 va obtenir el 18,9% dels vots i 25 escons al Saeima. El 2003, però deixà l'aliança, i no va obtenir cap escó a les eleccions europees de 2004 i va perdre la representació al consell de la ciutat de Riga el 2005.
El 2005 el partit va ingressar en l'aliança Centre de l'Harmonia amb el Partit Socialista Letó, que va obtenir 17 escons a les eleccions legislatives letones de 2006, mentre que Pels Drets Humans en una Letònia Unida en va obtenir 16.
El 2010, el partit va fusionar-se amb altres partits amb els quals ja formava part de la coalició Centre de l'Harmonia i van crear el Partit Socialdemòcrata «Harmonia».

## Resultats electorals

### Eleccions legislatives
| Any  | Líder            | Resultats              | Resultats              | Resultats | Resultats | Pos. | Govern   |
| Any  | Líder            | Vots                   | %                      | Escons    | +/–       | Pos. | Govern   |
| ---- | ---------------- | ---------------------- | ---------------------- | --------- | --------- | ---- | -------- |
| 1993 | Jānis Jurkāns    | 134,289                | 12.01                  | 13 / 100  | Nou       | 3r   | Oposició |
| 1995 | Jānis Jurkāns    | 53,041                 | 5.58                   | 6 / 100   | 7         | 8è   | Oposició |
| 1998 | Jānis Jurkāns    | 135,700                | 14.20                  | 16 / 100  | 10        | 4t   | Oposició |
| 2002 | Jānis Jurkāns    | Dins la coalició PCTVL | Dins la coalició PCTVL | 12 / 100  | 4         | 2n   | Oposició |
| 2006 | Jānis Urbanovičs | Dins la coalició SC    | Dins la coalició SC    | 11 / 100  | 1         | 4t   | Oposició |

### Eleccions europees
| Any  | Líder              | Resultats           | Resultats           | Resultats | Resultats | Pos. |
| Any  | Líder              | Vots                | %                   | Escons    | +/–       | Pos. |
| ---- | ------------------ | ------------------- | ------------------- | --------- | --------- | ---- |
| 2004 | Jānis Jurkāns      | 27,506              | 4.81                | 0 / 8     | Nou       | 6è   |
| 2009 | Aleksandrs Mirskis | Dins la coalició SC | Dins la coalició SC | 1 / 8     | 2         | 2n   |